# Ново-Васильевск
Ново-Васильевск (бел. Новавасільеўск) — деревня в составе Войниловского сельсовета Чаусского района Могилёвской области Республики Беларусь.

## Население
- 2010 год — 7 человек